# Římskokatolická fara Nitra – Dolné Mesto
Římskokatolická fara se nachází v nitranské městské části Staré město v Dolním městě. Úřední adresa je Farská ulice 18.

## Popis
Budovu fary dal postavit nitranský biskup Ján Gustíni-Zubrohlavský v letech 1774 až 1776. Fara je vzácnou historickou pozdněbarokní budovou, má barokně-klasicistní slohový výraz. Svou dnešní podobu získala po úpravách v roce 1886. Zvláštností objektu je sklepení vysekané do skály. Budova má půdorys ve tvaru "L" a je postavena ve svažitém terénu, má dvoupodlažní východní křídlo a jednopodlažní severní křídlo.
Působili zde spisovatelé, národovci například Š. Súľovský, Š. Potocký, J. Ščasný, J. Wittek, M. Ďurkovič, J. Vagner a V. Nécsey.
Farnost spravují diecézní kněží.